# 小伊镇
小伊镇，原为小伊乡，是中华人民共和国江苏省连云港市灌云县下辖的一个乡镇级行政单位。2019年12月18日，撤乡设镇。
2020年7月，全国爱卫会命名小伊镇为2017-2019周期国家卫生乡镇。

## 行政区划
小伊镇下辖以下地区：
董集村、张葛村、河西村、唐庄村、花厅村、祝荡村、吴郑村、小茆村、洪河村、千斤村、伊北村、大孙村、小伊村、伊南村、杨树圩村、张徐村、盐西村、后场村、祝庄村和果林场生活区。

## 交通
- 连云港花果山国际机场：工程占地面积3206亩，总投资约37.29亿元，设16个机位，满足年旅客吞吐量250万人次，货邮吞吐量2.4万吨。